# دانيال ملك غاليسيا
دانيال الأول ملك غاليسيا (بالإنجليزية: Daniel I of Galicia) أو دانيال رومانوفيتش أو دانيلو هاليتسكي (بالأوكرانية: Данило I Галицький)‏ كان ملك غاليسيا (هاليتش) (في الفترة من 1205 حتى 1255), وبيريميشي (Peremyshl) (عام 1211) وفولوديمير (Volodymyr) (من 1212 حتى 1231). تُوج دانيال ملكًا من قبل رئيس الأساقفة البابوي في دوروهوكين (Dorohochyn) عام 1253 كأول ملك للفرنجة (1253–1264).

## السيرة الذاتية
في عام 1205 بعد وفاة والده رومان مستيسلافيتش الثاني (Roman II Mstyslavich)، حاكم غاليسيا فولين، قام البويار في غاليسيا بنفي دانيال ذي الأعوام الأربعة وأمه آنا من بيزنطة وشقيقه فاسيلكو رومانوفيتش (Vasylko Romanovich). وبعد أن أعلن البويار تنصيب أحدهم أميرًا على البلاد في عام 1213, قام البولنديون والمجريون بغزو الإمارة، حيث بدا الأمر في ظاهره أنه تدعيم لحقوق الإخوة الصغار دانيال وفاسيلكو، ثم قسما الإمارة بينهما. وفي عام 1219، تخلى عن حقه في غاليسيا لصالح أبي زوجته مستيسلاف المغوار.
في عام 1221، أعاد دانيال تأسيس حُكمه على منطقة فولينيا، حيث ظل البويار والجماهير موالين لأسرته. وتمكن من هزيمة ألكسندر فسيفولودوفيتش (Alexander Vsevolodovich) في عام 1234, واستولى على إمارة بيلز. وقبيل عام 1238, هزم فرسان دوبرزين واستعاد معظم غاليسيا، بما في ذلك عاصمة غاليسيا. وبينما وقع البروسيانيون تحت ضغط كبير من فرسان التيوتون، حاول دانيال غزو الياتفينجيانز الموالين لهم.
وفي العام التالي، ضم دانيال كييف، عاصمة الدولة التقليدية البائدة لـ فرنجة كييف. ونظرًا لتهديدات المغول، أرسل قائده دميترو (Dmytro) للدفاع عن المدينة. ومع ذلك، وبعد حصار طويل تم اختراق أسوار المدينة، وعلى الرغم من القتال الشرس الذي دار داخل المدينة، سقطت كييف في 6 ديسمبر 1240 ودُمرت عن بكرة أبيها. وبعد ذلك بعام، شق المغول طريقهم إلى غاليسيا وفولينا أثناء حملتهم ضد البولنديين والمجريين، مما تسبب في تدمير غاليسيا. وفي 17 أغسطس 1245, هزم دانيال القوات المشتركة بين أمير تشيرنيجوف والبويار الساخطين والقوات المجرية والبولندية (انظر أيضًا ميثاق دوبرين) في ياروسلاف، وفي نهاية المطاف استولى على ما تبقى من غاليسيا، وبالتالي أعاد تأسيس ملك والده. نَصّب دانيال أخاه فاسيلكو حاكمًا على فولينا واحتفظ بلقب غاليسيا لنفسه، ومع ذلك واصل ممارسة سلطاته الفعلية في الموقعين.

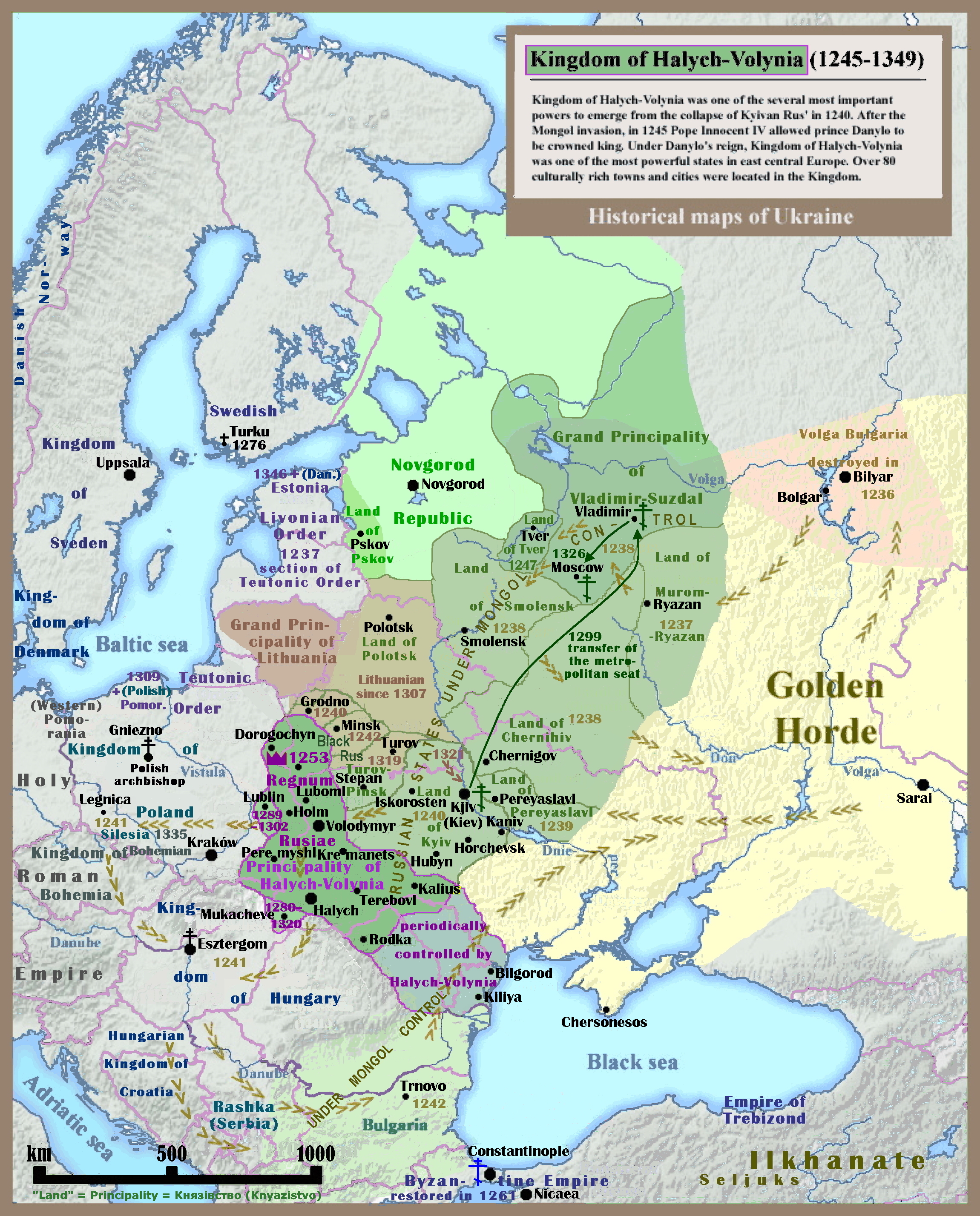
الحدود الإقليمية لـ مملكة غاليسيا فولينا (1245-1349).

ركزت السياسة الداخلية لدانيال على الاستقرار والنمو الاقتصادي. وأثناء حكمه، وجه دانيال دعوة للتجار والحرفيين المهرة من الألمان والبولنديين والفرنجة إلى غاليسيا، في حين تركزت أعداد من الأرمن واليهود في البلدات والمدن. وأسس دانيال بلدتي لفيف (عام 1256) (التي كانت تسمى قبل ذلك على اسم ابنه) خولم، وحصن مدنًا أخرى كثيرة. وعين مسئولين عليها لحماية الفلاحين من استغلال الأرستقراطيين وشكّل تجمعات قروية كبيرة تعتمد على الفلاحين.
ولكن نجاحات دانيال وفشل دفاعه عن كييف أديا إلى جذب انتباه المغول. وفي عام 1246, دُعي دانيال لحضور اجتماع في عاصمة القبيلة الذهبية في سراي التي تقع على نهر الفولغا وأُجبر على قبول أن تكون السيادة المطلقة للمغول. ووفقًا لما قاله المؤرخ الأوكراني أوريست سوبتيلني (Orest Subtelny)، فإن الخان المغولي باتو ناول دانيال كأسا من حليب الخيل المخمورة وأخبره أنه يجب أن يعتاد على ذلك، لكونك "واحدًا من بني جلدتنا الآن."
رغم موافقته الرسمية على أن تكون السيادة المطلقة للمغول، وتدعيمهم بالجنود المطلوبة، إلا أن دانيال عمل على ترسيخ سياسة خارجية تقوم على معارضته للقبيلة الذهبية. وأسس علاقات وطيدة مع حكام مملكة بولندا ومملكة المجر، وطلب المعونة من البابا إنوسنت الرابع في شكل حملة صليبية. وعرض دانيال، في مقابل المساعدة البابوية، أن يضع أرضه تحت السلطة الكنسية لـ روما، وهو العهد الذي لم يتحقق مطلقًا. وما كان من نتائج تودده للبابا لتوسيع سلطته إلا أن شجع البابا مقاومة دانيال للمغول وتوجهه نحو الغرب، وفي عام 1253، تُوج دانيال على عرش دوروهوكين في نهر بوغ كممثل بابوي. ورغم أن دانيلو أراد شيئًا أكثر من التقدير وعلق بمرارة على توقعه تزويده بجيش عندما تولى العرش. وفي العام التالي، تصدى دانيال لهجمات المغول بقيادة ابن أوردا (Orda)، وهو كوريمسا (Kuremsa)، في بونيزيا وفولينيا وأرسل حملة استطلاعية بهدف الاستيلاء على كييف. وعلى الرغم من النجاحات الأولية التي حققها دانيال في عام 1259, تمكنت قوات المغول من دخول غاليسيا وفولينيا بقيادة بورونداي (Burundai) ونوجاى خان (Nogai Khan) وأعطوه آخر إنذار: إما أن يحطم دانيال جميع تحصيناته أو أن يهاجم بورونداي البلاد. فامتثل دانيال للأمر وحطم جدران المدينة.
وفي العام الأخير من حكمه، شُغل دانيال بسياسات الأسرة الحاكمة، وزواج ابنه وابنته من أبناء ميندوجاس (Mindaugas) من الدوقية الكبرى لجمهورية ليتوانيا والحصول على تنازلات إقليمية في بولندا من الأخير. وتزوجت ابنته الأخرى، أوستينيا، من الأمير أندري يارويلافيتش (Andrey Yaroslavich) من إمارة فلاديمير سوزدال (Vladimir-Suzdal). ورتب كذلك لزواج ابنه رومان من جيرترود (Gertrude)، وريثة بابينبيرج (Babenberg)، ليضع ابنه على عرش الدوقية في النمسا ولكنه لم يفلح في هذه المحاولة.
وقبيل وفاته في عام 1264، أعاد دانيال تنظيم أراضيه التي ورثها من والده وتوسيعها، والسيطرة على التهديدات التوسعية من بولندا والمجر، والحد من تأثير المغول على أوكرانيا الغربية، والارتقاء بالمستويات الاقتصادية والاجتماعية في مملكته. وخلفه في غاليسيا ابنه ليف.

## أسرته
الأم
- آنا، يُقال إنها من البيزنطية وهي امرأة أرستوقراطية († بعد عام 1219), كانت أميرة غاليسيا-فولينا حوالي 1200–1205, الأميرة الكبرى لـ كييف 1203–1205

الأب
- رومان الكبير (* حوالي 1150 – † قتل قرب زافيخفوست في 19 يونيو 1205), وأمير نوفغورود في الفترة 1168–1170 وأمير فولينيا في الفترات 1173–1187 و1188–1205 وأمير هاليتش في الفترات 1187–1188 و1199–1205 والأمير الأكبر لـ كييف في الفترة 1203–1205

زوجاته
- آنا من نوفغورود († قبل 1252), عام 1218, ابنة مستيسلاف المغوار
- ملكة غاليسيا، أخت الملك ميندوجاس من لتوانيا، قبل 1252

الشقيق
- فاسيلكو رومانوفيتش (* 1203 – † 1269)، أمير بيلز في الفترة 1207–1211 وأمير برست في الفترة 1221–1231 وأمير فولينيا في الفترة 1231–1269.

الشقيقات
- فيودورا أميرة غاليسيا († بعد عام 1200), تزوجت عام 1178 وطلقت عام 1188 منفاسيلكو من غاليسيا
- ماريا أميرة غاليسيا († بعد عام 1241) وتزوجت قبل عام 1200 من مايكل أمير تشرنيغوف، والذي كان في بعض الأحيان الأمير الأكبر لكييف وفي النهاية أصبحت قديسة.

الأبناء
- إيراكلي دانيلفيتش (*تقريبًا 1223 – † بحلول عام 1240)
- ليف الأول ملك غاليسيا (*تقريبًا 1228 – † تقريبًا 1301), أمير بيلز في الفترة 1245–1264 وأمير بيريميشل في الفترة 1264–1269 وأمير هاليتش في الفترة 1269–1301, وأمير هاليتش فولينيا في الفترة 1293–1301 ; ونقل العاصمة من هاليتش إلى المدينة الجديدة المؤسسة في لفيف(لوو، ليمبورج)، وفي عام 1257 تزوج من كونستانس، ابنة بيلا الرابع ملك المجر.
- رومان دانيلفيتش (*تقريبًا 1230 – † تقريبًا 1261), أمير روتينيا السوداء (نافاهراداك (Navahradak)) عام 1255? – 1260?, وسلونيم (Slonim)
- مستيسلاف دانيلفيتش († بعد 1300), أمير لوتسك (Lutsk) في الفترة 1265–1289, وأمير فولينيا عام 1289 – وما بعدها 1300
- سفارن (شفارنو وسفارناس وإيوان؛ † 1269, دُفن في تشيلم), الدوق الأكبر لجمهورية ليتوانيا في الفترة 1264–1267 (1268–1269?) وأمير تشيلم في الفترة 1264–1269

البنات
- بيرياسلافا († 12 أبريل 1283), تزوجت في عام 1248 تقريبًا من الأمير سيمويت الأول أمير ماسوفيا
- أوستينيا، تزوجت في 1250/1251 من الأمير أندريه الثاني أمير فلاديمير سوزدال
- صوفيا دانيلفنا، تزوجت في عام 1259 من جراف هنري الخامس أمير شوارزبورج-بلانكنبرج

## وصلات خارجية
- [<a href="http://www.encyclopediaofukraine.com/display.asp?AddButton=pages\D\A\DanielRomanovych.htm">http://www.encyclopediaofukraine.com/display.asp?AddButton=pages\D\A\DanielRomanovych.htm</a> Daniel Romanovych] at the Encyclopedia of Ukraine
- Marek، Miroslav. [<a href='http://genealogy.euweb.cz/russia/rurik9.html'>http://genealogy.euweb.cz/russia/rurik9.html</a> "Genealogy of Daniel's family"]. [<a href='http://genealogy.euweb.cz'>http://genealogy.euweb.cz</a> Genealogy.EU]. {{استشهاد ويب}}: تحقق من قيمة |مسار= (مساعدة)

| دانيال ملك غاليسيا أسرة روريكولد: 1201 |                                       |                       |
| سبقه Roman Mstislavich                 | Prince of Galicia-Volhynia ‏ 1238–1264 | تبعه Lev I of Galicia |
| سبقه Rostislav III of Kiev             | Grand Prince of Kiev ‏ 1239–1264       | تبعه Lev I of Galicia |